# Alfinete (humorista)
Daniel Peixoto (São Paulo, 29 de maio de 1980), mais conhecido por Alfinete, é um repórter, comediante e humorista brasileiro.
Iniciou a carreira no programa Pânico na TV, na RedeTV!, e migrou ao Pânico na Band, na Rede Bandeirantes. Integrou as equipes dos programas Jogo Sagrado, no Fox Sports e Zona Mista São Paulo, pela Rádio Globo.

## Filmografia

### Televisão
| Ano       | Título         | Cargo        |
| --------- | -------------- | ------------ |
| 2009-2012 | Pânico na TV   | Repórter     |
| 2012-2017 | Pânico na Band | Repórter     |
| 2018-2019 | Jogo Sagrado   | Participante |

## Rádio
| Ano       | Título        | Cargo        |
| --------- | ------------- | ------------ |
| 2018-2019 | Zona Mista SP | Apresentador |